# Psednocnemis
Genre
Psednocnemis est un genre d'araignées mygalomorphes de la famille des Theraphosidae.

## Distribution
Les espèces de ce genre se rencontrent en Malaisie péninsulaire et à Bornéo.

## Liste des espèces
Selon World Spider Catalog (version 14.0, 2013) :
- Psednocnemis brachyramosa (West & Nunn, 2010)
- Psednocnemis davidgohi West, Nunn & Hogg, 2012
- Psednocnemis gnathospina (West & Nunn, 2010)
- Psednocnemis imbellis (Simon, 1891)
- Psednocnemis jeremyhuffi (West & Nunn, 2010)

## Publication originale
- West, Nunn & Hogg, 2012 : A new tarantula genus, Psednocnemis, from west Malaysia (Araneae: Theraphosidae), with cladistic analysis and biogeography of Selenocosmiinae Simon 1889. Zootaxa, no 3299, p. 1-43.